# Селц (Північна Дакота)
Селц (англ. Selz) — переписна місцевість (CDP) в США, в окрузі Пієрс штату Північна Дакота. Населення — 40 осіб (2020).

## Географія
Селц розташований за координатами 47°51′34″ пн. ш. 99°53′36″ зх. д. / 47.85944° пн. ш. 99.89333° зх. д. (47.859404, -99.893412).  За даними Бюро перепису населення США в 2010 році переписна місцевість мала площу 0,35 км², уся площа — суходіл.

## Демографія
Згідно з переписом 2010 року, у переписній місцевості мешкало 46 осіб у 23 домогосподарствах у складі 11 родини. Густота населення становила 130 осіб/км².  Було 30 помешкань (85/км²).
Расовий склад населення:
| - 97,8 % — білих - 2,2 % — азіатів |

До двох чи більше рас належало 0,0 %. Частка іспаномовних становила 0,0 % від усіх жителів.
За віковим діапазоном населення розподілялося таким чином: 21,7 % — особи молодші 18 років, 60,9 % — особи у віці 18—64 років, 17,4 % — особи у віці 65 років та старші. Медіана віку мешканця становила 45,0 року. На 100 осіб жіночої статі у переписній місцевості припадало 119,0 чоловіків;  на 100 жінок у віці від 18 років та старших — 111,8 чоловіків також старших 18 років.
Цивільне працевлаштоване населення становило 0 осіб. 